# Allan Houston
Pour les articles homonymes, voir Houston (homonymie).
Allan Wade Houston (né le 20 avril 1971) est un ancien joueur américain de basket-ball de NBA des Pistons de Détroit et des Knicks de New York ayant évolué au poste d'arrière.

## Débuts
Houston est né à Louisville, Kentucky et joue à Ballard High School à Louisville, remportant avec son équipe le titre de champion de l'État du Kentucky en 1988. Il intègre ensuite l'université du Tennessee où l'entraîneur n'est autre que son père Wade. À sa sortie en 1993, il est le meilleur marqueur de l'histoire de l'école et il est actuellement 2e derrière Chris Lofton au nombre de tirs à trois points réussis.

## Carrière NBA
Houston est sélectionné au 11e rang de la draft 1993 par les Pistons de Détroit, inscrivant 8,5 points par match pour son année rookie. Sa moyenne passe à 14,5 points et 19,7 points par match de moyenne les deux saisons suivantes.
En 1996, après l'expiration de son contrat rookie, Houston signe en tant qu'Agent libre (free agent) avec les Knicks de New York, franchise avec laquelle il joue lors des neuf saisons suivantes. Les Pistons sollicitent alors Houston afin de constituer un duo d'arrières avec Grant Hill, mais Houston quitte Détroit sans avoir discuté d'un contrat, laissant les fans des Pistons déçus. Lors de sa première saison avec les Knicks, Houston prend la place de John Starks en tant que titulaire, Starks devenant son mentor depuis le banc de touche. Houston garde sa moyenne offensive avec 17 points par match, aidant son équipe à atteindre les Finales NBA 1999. Son action la plus mémorable a lieu lors de la cinquième rencontre du premier tour des playoffs 1999 contre le Heat de Miami. Dans le 4e quart-temps, les Knicks ont la possession de balle, Allan Houston récupère le ballon et tente le shoot alors qu'il ne reste plus que 0,8 seconde à jouer. Le tir est victorieux et les Knicks remportent le match 78-77 ainsi que la série. C'est l'une des rares fois où une équipe classée 8e bat une équipe classée 1e lors de playoffs NBA. Les Knicks se qualifient ensuite pour les Finales NBA. Houston participe aussi au All-Star Game en 2000 et 2001.
En 2001, Houston signe un gros contrat maximum avec les Knicks, une décision qui est considérée comme une erreur pour New York car bloquant l'équipe vis-à-vis du salary cap. Son contrat de 20 millions de dollars le rend virtuellement in-transférable, accentué par des problèmes récurrents de blessures. Houston manque 32 matchs en 2003-2004 à cause d'une blessure au genou, et malgré le fait qu'il déclare qu'il serait prêt pour la saison suivante 2004 (il refuse même une opération lors de l'été 2004), il ne dispute que 20 rencontres la saison suivante car il ne s'est pas remis de sa blessure. Cette blessure force Houston à annoncer la fin de sa carrière, le 17 octobre 2005.
Houston est considéré comme l'un des shooteurs les plus prolifiques de l'histoire des Knicks, et reste célèbre pour son tir à la dernière seconde lors des playoffs 1999 contre le Heat de Miami.
Le 30 mars 2007, alors que son contrat avec les Knicks est en train d'expirer, Houston annonce qu'il pense faire un comeback. Bien qu'il n'ait pas joué dans la ligue depuis 2005, Houston est le deuxième joueur le mieux payé de la ligue lors de la saison 2006-2007 avec 20,7 millions de dollars.
Les Knicks signent avec Houston un contrat dont les termes ne furent pas dévoilés. Le 8 octobre 2007, l'annonce est faite que Houston rejoint le camp d'entraînement des Knicks, et que Jared Jeffries, qui porte le numéro 20 avec les Knicks, prend le numéro 1 afin que Houston puisse reprendre son ancien numéro. Le 20 octobre, après avoir passé une seule semaine avec les Knicks et avoir joué six minutes dans un match de pré-saison contre les Celtics de Boston, Houston décide de mettre fin à son comeback à cause d'un mauvais timing dans son retour dans l'équipe, qui est beaucoup trop tardif selon lui.
Houston joue avec les Suns de Phoenix dans un match de préparation en septembre 2008, dans l'espoir d'une autre tentative de comeback.
Les Knicks annoncent qu'Allan Houston signe un contrat pour jouer en 2008, portant le numéro 14 en l'honneur de son père. Cependant, il ne dispute aucun match. Allan Houston intègre l'équipe dirigeante des Knicks en tant qu'assistant du manager général et du président Donnie Walsh.
Il est ami avec Barack Obama. Lors des primaires démocrates 2008 et de l'Élection présidentielle américaine de 2008, il organise des collectes de fonds en sa faveur. Il est copropriétaire de la marque de vêtements UNK NBA, fondée en 1996.

## "La règle Allan Houston"
En 2005, la NBA approuve un nouvel accord collectif. L'innovation la plus marquante est de permettre aux équipes NBA d'avoir une option afin que le contrat d'un joueur ne soit pas pris en compte dans la « Luxury tax » en fonction de la longueur ou du montant du contrat. Cette provision ne concerne pas le contrat même du joueur, les équipes étant obligées d'honorer le contrat dans son intégralité, ainsi que le « salary cap » (Plafond salarial). Cela concerne uniquement le contrat du joueur dans le calcul de la « Luxury tax ». Cette règle est donc un peu rapidement appelée la « Allan Houston Rule ». Ironiquement, les Knicks décident de ne pas utiliser cette exception pour Houston, mais pour l'ailier Jerome Williams. Au total, le contrat de Houston aura coûté 40 millions de dollars sous la forme de « Luxury tax » au cours des deux dernières années de son contrat, bien qu'il n'ait joué aucun match avec les Knicks.

## Palmarès
- Médaillé d'or aux Jeux olympiques d'été de 2000.
- Finales NBA contre les Spurs de San Antonio en 1999 avec les Knicks de New York.
- Champion de la Conférence Est en 1999 avec les Knicks de New York.